# Xoriguer argentat
El xoriguer argentat (Falco dickinsoni) és una espècie d'ocell rapinyaire de la família dels falcònids (Falconidae) que habita sabanes de l'Àfrica meridional i oriental, des d'Angola, sud-est de la República Democràtica del Congo i nord-est de Tanzània, cap al sud, per Zàmbia, Malawi i Zimbàbue, fins al nord de Namíbia, nord de Botswana i nord-est de Sud-àfrica. El seu estat de conservació es considera de risc mínim.